# Глазово (Серпуховский район)
Глазово — деревня в Серпуховском районе Московской области. Входит в состав Дашковского сельского поселения (до 29 ноября 2006 года была центром Глазовского сельского округа).

## Население
| 2002 | 2006 | 2010 | 2015 |
| ---- | ---- | ---- | ---- |
| 223  | ↗234 | ↗237 | ↗307 |

## География
Глазово расположено примерно в 7 км (по шоссе) на северо-запад от Серпухова, на левом берегу реки Нара, высота центра деревни над уровнем моря — 154 м.

## Современное состояние

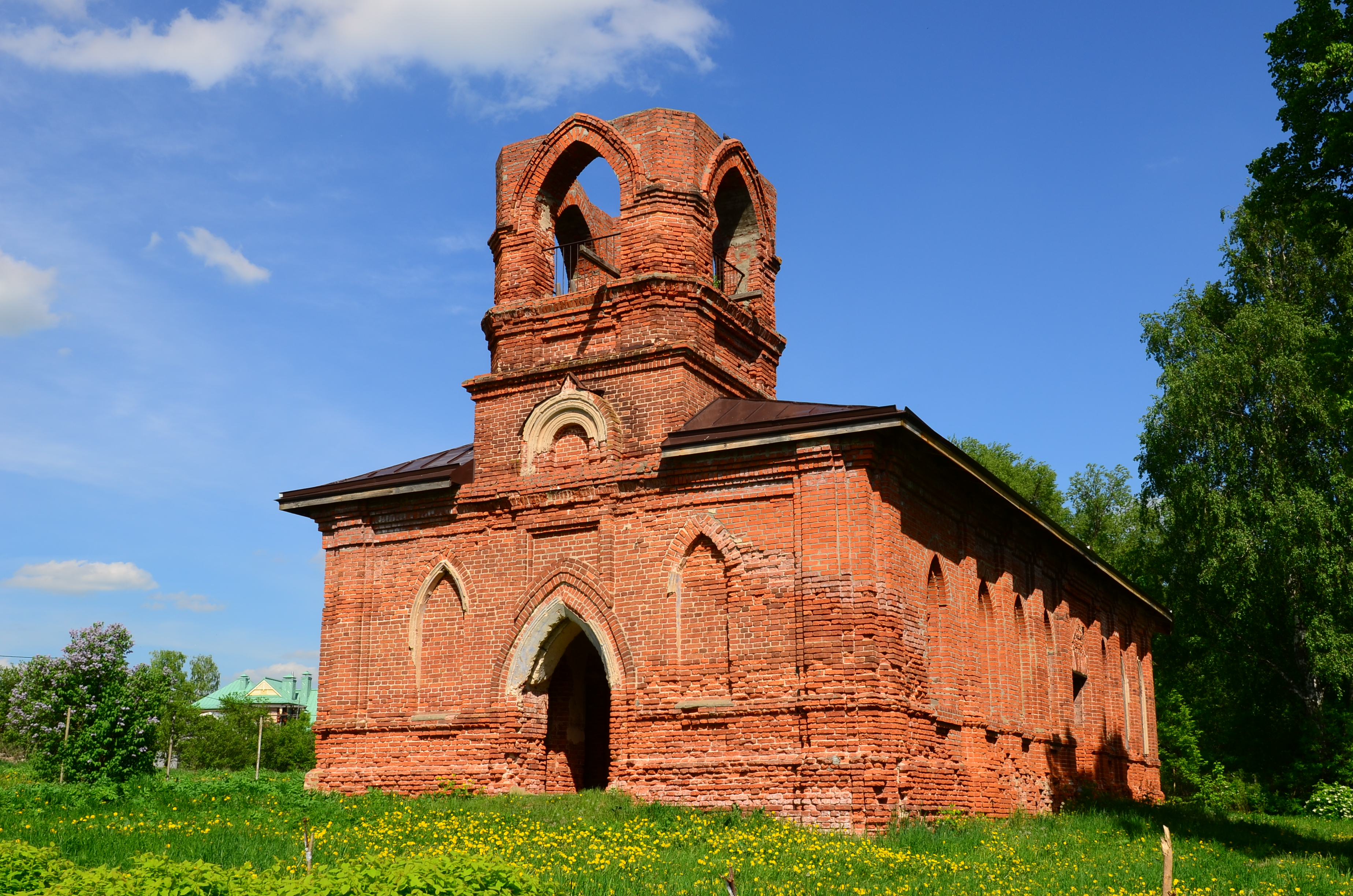
Церковь Успения Пресвятой Богородицы в Глазово

На 2016 год в деревне зарегистрированы 2 улицы — Пролетарская 2-я и Советская и 6 садовых товариществ. Глазово связано автобусным сообщением с райцентром и соседними населёнными пунктами.
Успенская церковь в Глазово известна с начала XIX века, современное каменное однокупольное здание, с колокольней, построено в 1907 году, закрыта в начале 1960-х годов, возвращена верующим в 2000-х годах.